# هیلی ریچاردسون
هیلی لو ریچاردسون (انگلیسی: Haley Lu Richardson؛ زادهٔ ۷ مارس ۱۹۹۵) یک هنرپیشه اهل ایالات متحده آمریکا است. وی پس از نقش‌های اولیه تلویزیونی در سریال کمدی شبکه دیزنی تکان دادن آن (۲۰۱۳) و درام ریونسوود (۲۰۱۳–۲۰۱۴)، او برای نقش‌هایش در فیلم تحسین‌برانگیز آستانه هفده‌سالگی (۲۰۱۶) و فیلم ترسناک شکافته (۲۰۱۶) به رسمیت شناخته شد. او برای بازی در فیلم کلمبوس (۲۰۱۷) نامزد جایزه فیلم مستقل گاتهام برای بهترین بازیگر زن شد و برای نقش‌هایش در نقش ماسی در از دختران حمایت کنید (۲۰۱۸) و استلا گرانت در پنج فوت جدا (۲۰۱۷) مورد تحسین منتقدان قرار گرفت.

## اوایل زندگی
هیلی لو ریچاردسون دختر والری، متخصص بازاریابی و برندسازی، و فارست ال ریچاردسون، معمار زمین گلف در ۷ مارس ۱۹۹۵ در فینیکس، آریزونا، به دنیا آمد. ریچاردسون تا دوران راهنمایی در ویلا مونته سوری و سپس دبیرستان آرکادیا تحصیل کرد. او به‌طور منظم در تولیدات تئاتر و مسابقات رقص منطقه ای در سراسر جنوب غربی شرکت می‌کرد. از ۲۰۰۱ تا ۲۰۱۱ او یک رقصنده برجسته در شرکت رقص Cannedy Phoenix بود. در سال ۲۰۱۱، او به هالیوود، کالیفرنیا نقل مکان کرد.

## حرفه
در سال ۲۰۱۳، ریچاردسون یک نقش تکرارشونده را به عنوان تس در سریال ریونسوود آغاز کرد. او به عنوان مهمان در شبکه دیزنی برای تکان دادن آن ظاهر شد و در تولید آزمایشی «به تصویب رسید» همبازی بود. او نقش جولیانا را در فیلم لایف‌تایم اصلی «فرار از چند همسری» در کنار جک فالاهی بازی کرد. در سال ۲۰۱۶، او نقشی تکراری به عنوان الی در سریال درام فریفورم داشت. فعالیت اولیه او در فیلم شامل نقش اصلی در آخرین بازماندگان و همچنین نقش‌آفرینی در فیلم‌های آستانه هفده‌سالگی و شکافته بود.
موفقیت او در سال ۲۰۱۷ زمانی که در فیلم کلمبوس در کنار جان چو بازی کرد، به دست آمد. او برای بازی در این فیلم نامزد جایزه فیلم مستقل گاتهام ۲۰۱۷ برای بهترین بازیگر زن شد. ریچارد برودی با مروری بر «کلمبوس» در نیویورکر، بازی او را ستود: «ریچاردسون با این اجرا که عملاً با تیزبینی عاطفی و فکری آواز می‌خواند، به‌ویژه در خط مقدم بازیگران نسل خود قرار می‌گیرد.»
در سال ۲۰۱۹، ریچاردسون در فیلم عاشقانه پنج فوت جدا در کنار کول اسپراوس بازی کرد. او در این فیلم نقش یک بیمار مبتلا به فیبروز سیستیک را بازی می‌کند که عاشق پسری می‌شود که به همین بیماری مبتلا است.
اخیراً، او برای بازی در نقش پورتیا، زن جوانی که با رئیسش در فصل ۲ سریال اچ‌بی‌او، نیلوفر سفید، سفر می‌کند، اعلام شده‌است.

## زندگی شخصی
در آوریل ۲۰۱۸، ریچاردسون فاش کرد که با بازیگر کانادایی برت دایر نامزد کرده‌است و از سال ۲۰۱۲ باهم قرار می‌گذاشتند.
ریچاردسون از سن هشت سالگی قلاب‌دوزی می‌کند و لوازم جانبی و لباس‌های قلاب‌دوزی شده از طرح‌های خود را در فروشگاه اتسی می‌فروشد.

## فیلم‌شناسی

### فیلم
| سال  | عنوان                        | نقش           | یادداشت    |
| ---- | ---------------------------- | ------------- | ---------- |
| ۲۰۱۲ | "میانامورفوزیس"              | کامرون        | فیلم کوتاه |
| ۲۰۱۴ | آخرین بازماندگان             | کندال         |            |
| ۲۰۱۴ | "کیشلوفسکی جوان"             | لزلی مالارد   |            |
| ۲۰۱۵ | برنز                         | مگی تاونسند   |            |
| ۲۰۱۵ | دنبال کردن                   | Viv           |            |
| ۲۰۱۶ | آستانه هفده‌سالگی             | کریستا        |            |
| ۲۰۱۶ | شکفته                        | کلر بنوا      |            |
| ۲۰۱۷ | کلمبوس                       | کیسی          |            |
| ۲۰۱۸ | چپرون                        | لوئیز بروکس   |            |
| ۲۰۱۸ | عملیات نهایی                 | سیلویا هرمان  |            |
| ۲۰۱۸ | از دختران حمایت کنید         | ماسی          |            |
| ۲۰۱۹ | پنج فوت جدا                  | استلا گرانت   |            |
| ۲۰۲۰ | ناباردار                     | ورونیکا کلارک |            |
| ۲۰۲۱ | پس از یانگ                   | آدا           |            |
| ۲۰۲۱ | داستان مونتانا               | ارین          |            |
| ۲۰۲۲ | احتمال آماری عشق در نگاه اول | هدلی سالیوان  | پس تولید   |

### تلویزیون
| سال       | عنوان                           | نقش                       | یادداشت                       |
| --------- | ------------------------------- | ------------------------- | ----------------------------- |
| ۲۰۱۲      | "بالا در آغوش"                  | رقصنده / طراح رقص         | اپیزود: "ویژه تقلیدی فلش موب" |
| ۲۰۱۲      | پیچان کریسمس                    | کیتلین                    | فیلم تلویزیونی                |
| ۲۰۱۳      | به تصویب رسید                   | سرنوشت                    | خلبان تلویزیون بدون پخش       |
| ۲۰۱۳      | تکان دادن آن                    | تکانش بده، شیکاگو! رقصنده | قسمت: "ترک کن"!!!!!           |
| ۲۰۱۳      | "فرار از چند همسری"             | جولینا                    | فیلم تلویزیونی                |
| ۲۰۱۳–۲۰۱۴ | ریونسوود                        | تس همیلتون                | ۵ قسمت                        |
| ۲۰۱۴      | ناجور                           | مکنزی                     | اپیزود: "سالم‌های سال دوم"     |
| ۲۰۱۵      | نظم و قانون: واحد قربانیان ویژه | جنا دیویس                 | قسمت: "اخلاق در حال زوال"     |
| ۲۰۱۵      | خانواده شما یا مال من           | مایا                      | قسمت: "خلبان"                 |
| ۲۰۱۶      | جاده ریکاوری                    | الی دنیس                  | ۶ قسمت                        |
| ۲۰۱۹      | جین باکره                       | چارلی                     | ۲ قسمت                        |